# Gaspard Van den Bosch
Gaspard Van den Bosch  dit Gaspard Nemius   (francisé en Gaspard du Bois), né à Bois-le-Duc le 23 avril 1577 mort à Cambrai le 22 novembre 1667 est un ecclésiastique belge qui fut évêque d'Anvers puis archevêque de Cambrai.

## Biographie
Originaire de Bois-le-Duc, il adopte le pseudonyme de « Nemius » du latin nemus c'est-à-dire bosquet pour se distinguer d'un homonyme qui lui-même se fait appeler « Silvius » (latin silva i.e. forêt). Il fait ses études à l'université de Douai à l'école de Guillaume Estius, est ordonné prêtre le 17 mars 1612 et devient curé de Warwick dans le diocèse d'Ypres. À la mort de son maitre les archiducs Albert et Isabelle-Claire-Eugénie d'Autriche qui gouvernent les Pays-Bas méridionaux le rappellent à Douai pour lui succéder et il devient professeur de théologie du séminaire royal. Devenu docteur il reçoit un canonicat dans la collégiale Saint-Pierre de Douai et il reste le professeur ordinaire de théologie du séminaire pendant vingt ans. Réputé pour sa piété, frère de deux jésuites, ami de la Compagnie de Jésus, c'est un antijanséniste convaincu.
Le roi Philippe IV d'Espagne le nomme évêque d'Anvers le 12 février 1635 ; il est confirmé par le pape Urbain VIII et consacré le 23 juillet par Jacobus Boonen archevêque de Malines. Il publie des statuts synodaux en 1636. Il est désigné le 24 août 1649 pour occuper le siège de archiépiscopal de Cambrai, et confirmé le 27 novembre 1651 par le pape Innocent X. Il reçoit son pallium le 22 janvier 1652 et prend possession de son siège le 19 mars suivant. En 1664 comme prince du Saint-Empire et comte de Cambrésis, il participe à la Diète. Il est à l'origine de l'implantation des Carmes déchaussés dans son archidiocèse et de la création de la mission de Saint-François Xavier par deux prêtres de Namur. Il meurt à Cambrai le 22 novembre 1667 et il est inhumé dans son église cathédrale. Sa tombe a été retrouvée en 1822.

## Source
- (en) Catholic Hierarchy.org: Archbishop Gaspard Dubois (Van Den Bosch, Nemius).